# Focke-Wulf P VII
Die Focke-Wulf P.VII „Flitzer“ war der Entwurf eines Jagdflugzeugs mit Hybridantrieb der Focke-Wulf Flugzeugbau AG. Die Bezeichnung des Projekts ist in der Literatur unterschiedlich, manchmal wird auch P.VI verwendet. Focke-Wulf selbst bezeichnete sämtliche „Flitzer“-Entwürfe lediglich als TL-Jäger.
Die auf dem Projektentwurf P.IV (Bezeichnungssystematik nach ) basierenden Arbeiten an der P.VII waren im März 1944 weitgehend abgeschlossen und führten bis zur Erstellung einer Attrappe aus Holz. Neben dem Strahltriebwerk war zur Startunterstützung die Verwendung eines zusätzlichen Raketentriebwerks (Walter HWK 109-509) vorgesehen. Der Lufteinlauf des Haupttriebwerks war gegenüber der P.IV verändert und wurde in beide Tragflächenwurzeln verlegt, die Auslegung erinnerte damit stark an die etwa zur gleichen Zeit in England entwickelte de Havilland D.H.100 Vampire.
Das Reichsluftfahrtministerium zeigte nur geringes Interesse an dem Entwurf. Focke-Wulf wandte sich deshalb mit Nachdruck dem fortschrittlicheren Projekt Ta 183 „Huckebein“ zu, das den Entwurf P.VI (Bezeichnung nach ) als Grundlage verwendete.

## Technische Daten
| Kenngröße             | Daten (Stand 15. September 1944)                                             |
| --------------------- | ---------------------------------------------------------------------------- |
| Besatzung             | 1 Pilot                                                                      |
| Länge                 | 10,55 m                                                                      |
| Spannweite            | 8,00 m bei 32° Pfeilung                                                      |
| Höhe                  | 2,35 m                                                                       |
| Flügelfläche          | 17,00 m²                                                                     |
| Flügelstreckung       | 3,8                                                                          |
| Leermasse             | 2.730 kg                                                                     |
| Startmasse            | 4.350 kg                                                                     |
| Bewaffnung            | 2 × MK 103 oder 2 × MK 108 im Bug und 2 × MG 151/20 in den Tragflächen       |
| Triebwerk             | 1 × Heinkel HeS 011 und 1 × Flüssigkeitsraketentriebwerk Walter HWK 109-509A |
| Höchstgeschwindigkeit | 955 km/h                                                                     |
| Dienstgipfelhöhe      | 13.800 m                                                                     |
| Max. Flugdauer        | 1:50 h                                                                       |